# Військовий обов'язок у Греції

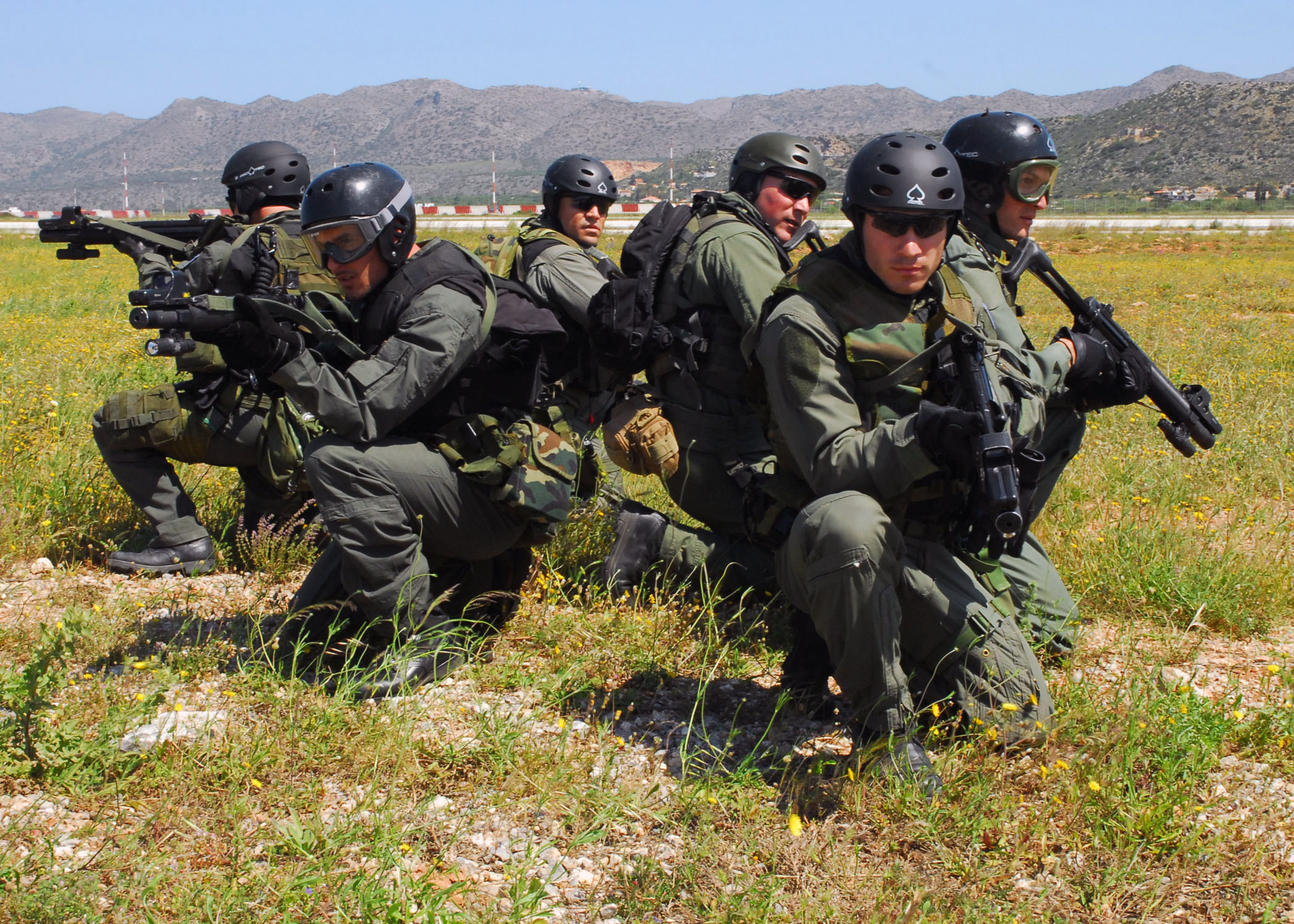
Грецькі моряки після висадки з гелікоптера SH-60 Seahawk під час тренувань Phoenix Express на військово-морській базі ЗС Греції Суда, Крит

Військовий обов'язок у Греції несуть усі особи чоловічої статі, батько або мати яких є громадянами Греції. Питання призову до армії та військової служби регламентує Закон Грецької Республіки за № 3421/2005 «Мобілізація громадян Греції та інші пложення».

## Військовий облік
Особи чоловічої статі, які народились у Греції, на основі інформації, що надходить із муніципалітетів або громад, до реєстрів яких вони занесені, автоматично заносяться до списків військкомату.
Особи, які народились за кордоном у сім'ї громадянина чи громадянки Греції, також мають право та обов'язок пройти службу в Збройних силах Греції. Занесення їх до реєстру мешканців грецького муніципалітету та до реєстру осіб чоловічої статі закріплює за ними право та тягне за собою обов'язок військової служби.
У січні-лютому того року, коли їм виповнюється 19 років, всі громадяни Греції чоловічої статі мають заповнити облікову картку і подати її до військкомату, до якого вони відносяться за місцем проживання. Наприклад, ті, хто народився в 1986 році, мають заповнити облікову картку у січні-лютому 2004 року. Ті, хто мешкає тимчасово або постійно за кордоном мають звертатись до консульських установ Греції за місцем проживання.
В разі мобілізації вважається, що всі особи чоловічої статі народились 1 січня в рік свого народження.

## Скорочена військова служба
Згідно зі статтею 7 Закону скороченій військовій службі підлягають, якщо вони того бажають, такі категорії громадян:
Шестимісячна служба
- всі брати з шести і більше братів і сестер, які живуть, а також два старших брата з п'яти братів і сестер, які живуть;
- єдиний або старший син, батьки якого померли або є абсолютно непрацездатними;
- батько двох дітей;
- ті, хто має абсолютно непрацездатну дружину;
- постійні мешканці закордону;
- ті, хто пройшов щонайменше шестимісячну строкову військову службу в Збройних Силах інших країн (крім країн НАТО або членів Європейського Союзу);
- ті, хто після досягнення тридцятип'ятирічного віку отримують грецьке громадянство або заносяться до реєстру осіб чоловічої статі як незаявлені, оскільки отримали грецьке громадянство з причини народження на території Греції, згідно з положеннями параграфа 2 статті 1 закону 3284/2004 (опублікованого в Газеті Грецького Уряду № 217, випуск А');

Дев'ятимісячна служба
- двоє старших братів із чотирьох братів/сестер;
- єдиний або старший брат з трьох братів/сестер;
- єдиний або старший син одного з батьків, який є абсолютно непрацездатним, або досяг семидесятиріччя, або є вдівцем;
- єдиний або старший син одного з батьків, який помер, або неодруженої матері;
- батько однієї дитини.

## Звільнення від військового обов'язку
Згідно зі статтею 13 Закону, від військового обов'язку звільняються, якщо вони того бажають, такі категорії громадян:
- батько трьох або більше дітей;
- єдиний або старший син, батьки якого померли й який має мінімум одного брата чи сестру, що не перебуває в шлюбі й є неповнолітнім/ою або не перебувають в шлюбі, або є абсолютно непрацездатним/ою;
- вдівець, який має мінімум одну неповнолітню або абсолютно непрацездатну дитину, яка не перебуває в шлюбі;
- чоловік, який має мінімум одну неповнолітню або абсолютно непрацездатну дитину, яка не перебуває в шлюбі, та абсолютно непрацездатну дружину.

## Особливе положення про репатріантів із країн колишнього Східного блоку та Туреччини
Новим проектом закону про мобілізацію, який був прийнятий, введені такі положення:
- надається трирічна відстрочка від призову з дня занесення зацікавленої особи до реєстру осіб чоловічої статі;
- військова служба триває три місяці у випадку, якщо зацікавлена особа зараховується до Збройних сил упродовж п'яти років від дня занесення до реєстру осіб чоловічої статі;
- звільняються від військової служби ті, чиє занесення до списку осіб чоловічої статі відбувається після досягнення ними тридцятип'ятирічного віку;
- звільняються від військової служби ті громадяни, хто прибув до Греції до набрання чинності нового закону про мобілізацію від 2005 року та вже досяг тридцятип'ятирічного віку.